# Rhinella dapsilis
Rhinella dapsilis é uma espécie de anfíbio da família Bufonidae. Pode ser encontrada no Brasil, Peru, Equador e Colômbia.